# Jamides limes
Jamides limes là bướm thuộc họ Lycaenidae được tìm thấy ở Borneo.

## Hình ảnh

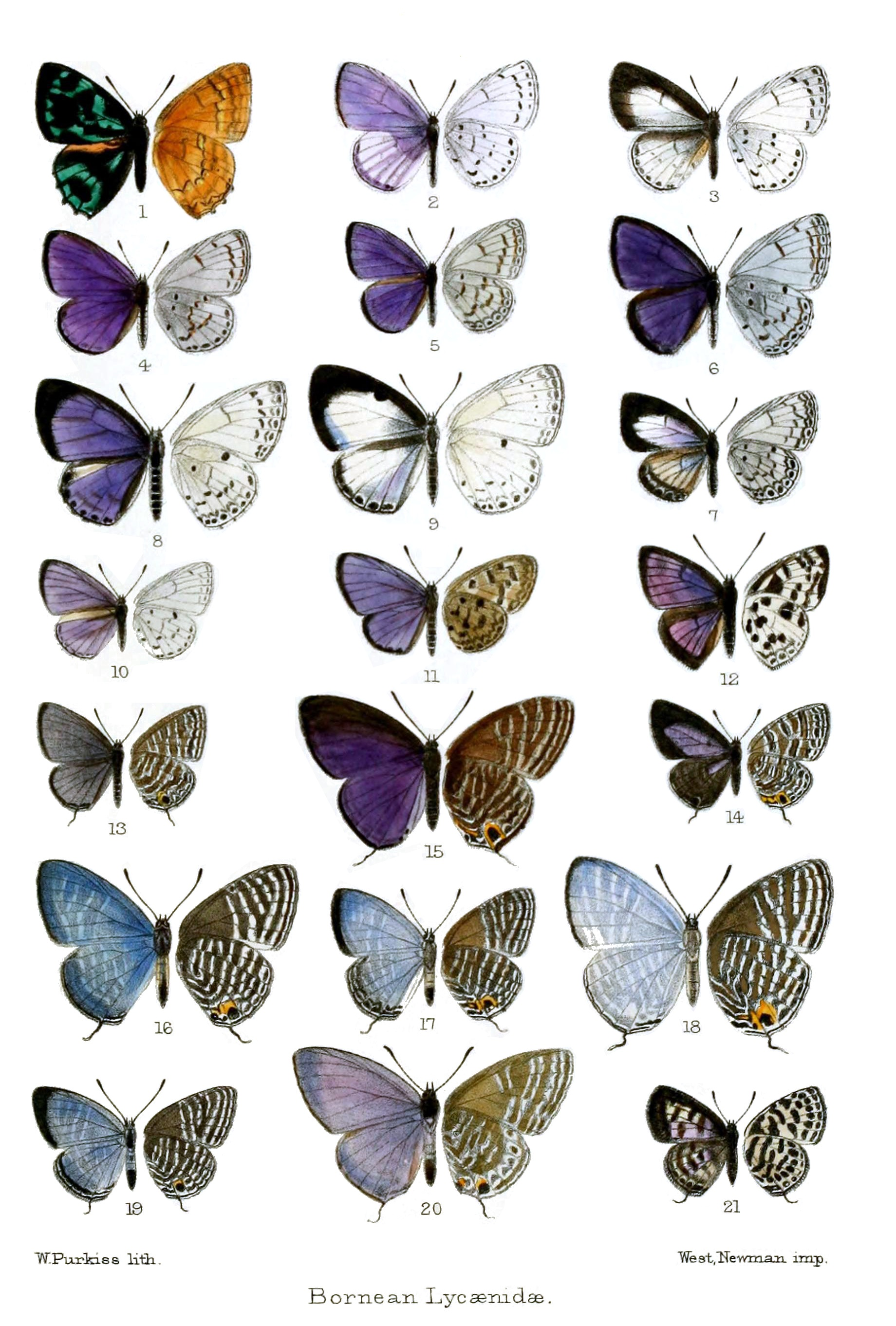
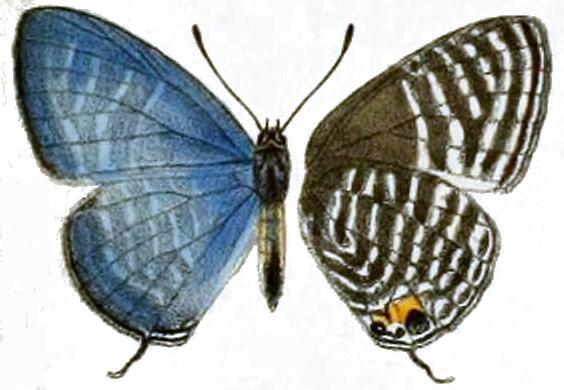